# Viktoria Tkatchouk
Viktoria Viktorivna Tkatchouk (en ukrainien : Вікто́рія Ві́кторівна Ткачу́к), née le 8 novembre 1994 dans le village de Plichtchine, est une athlète ukrainienne, spécialiste du 400 mètres haies.

## Biographie
Demi-finaliste sur 400 m haies lors des Jeux olympiques de 2016, elle s'incline dès les séries lors des championnats du monde 2017. Elle se classe 7e des championnats d'Europe 2018 à Berlin.
En 2022 Viktoriya Tkachuk devient vice-championne d'Europe en 54 s 30, derrière la Néerlandaise Femke Bol.

## Palmarès
| Date | Compétition           | Lieu   | Résultat | Épreuve     | Temps   |
| ---- | --------------------- | ------ | -------- | ----------- | ------- |
| 2018 | Championnats d'Europe | Berlin | 7e       | 400 m haies | 56 s 15 |
| 2021 | Jeux olympiques       | Tokyo  | 6e       | 400 m haies | 53 s 79 |
| 2022 | Championnats d'Europe | Munich | 2e       | 400 m haies | 54 s 30 |

## Records
| Épreuve     | Temps   | Lieu   | Date             |
| ----------- | ------- | ------ | ---------------- |
| 400 m haies | 53 s 76 | Zurich | 9 septembre 2021 |